# Prosopocera pseudosaperdoides
Prosopocera pseudosaperdoides là một loài bọ cánh cứng trong họ Cerambycidae.